# 네크베트

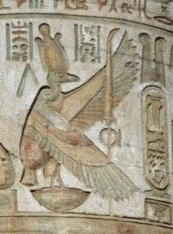
여신 네크베트와 지팡이, 쉔 반지

이집트 신화에서 네크베트(Nekhbet)는 선왕조 시대 초기의 지역 여신으로, 도시 네케브의 수호신이며, 상이집트의 수호신이었다. 고대 이집트가 '나르메르'에 의해 통일된 이후, 네크베트는 고대 이집트를 수호하는 두 명의 수호신 중 하나가 되었다. 

## 신화
고대 이집트의 가장 오래된 신전들 중 하나는 바로 네케브에 위치한 네크베트의 신전이다. 이집트 선왕조 시대에 네케브는 상이집트의 정치적 수도였으며, 이러한 경향은 초기왕조 시대까지 이어졌을 확률이 크다. 당시 네케브는 크게 번영하던 도시였으며, 기원전 3400년 경쯤 5천명에서 1만명에 달하는 인구를 갖고 있었다고 한다. 네케브는 상이집트의 수호자였고, 따라서 당시 하이집트의 수호자였던 '와제트' 와의 경쟁 관계에 있었다. 후에 이집트가 통일된 이후, 그 둘은 '두 숙녀'라는 이름으로 통칭되었다.

## 외모
많은 고대의 예술작품에서, 네크베트는 독수리의 모습으로 그려진다. 학자 '알란 가디너'는 네크베트를 상징하는 데 쓰인 이 독수리의 종을 '그리폰 독수리'라고 생각하였으나, 후에 '아리엘 코즐로프'는 네크베트의 끝이 푸른색인 부리와 늘어진 피부를 감안하여, 네크베트의 모습이 '주름민목 독수리'를 본따 그려졌다고 주장했다.

## 무덤에서의 등장
신왕조 시대 파라오의 무덤에는 종종 '우라에우스'와 독수리가 같이 그려져있는데, 우라에우스가 하이집트의 수호자인 '와제트'의 상징이고, 독수리가 상이집트의 수호자 네크베트의 상징인 것으로 생각되었으나, 학자 '에드나 러스만'은 이 상징이 사실 가장 주요한 장례를 주관하는 여신들이었던 '이시스'와 '네프티스'의 상징이라고 주장하였다.

## 묘사
네크베트는 주로 '셴 고리'를 발톱에 쥐고 날개를 펼친 채 왕실을 수호하며 날아다니는 형상으로 많이 그려지는데, 이는 '여신의 끝없는 보호'를 상징한다. 